# Vårakleja
Vårakleja (Aquilegia glandulosa) är en ranunkelväxtart som beskrevs av Fisch.. Enligt Catalogue of Life ingår Vårakleja i släktet aklejor och familjen ranunkelväxter, men enligt Dyntaxa är tillhörigheten istället släktet aklejor och familjen ranunkelväxter. Arten har ej påträffats i Sverige. Inga underarter finns listade i Catalogue of Life.